# آلیس ویلوبی
آلیس ویلوبی (انگلیسی: Alise Willoughby؛ زادهٔ ۱۷ ژانویهٔ ۱۹۹۱) دوچرخه‌سوار اهل ایالات متحده آمریکا است.
وی در مسابقات کشوری و بین‌المللی در مجموع برندهٔ ۱ مدال طلا، ۱ مدال نقره شده‌است.